# بطولة آسيا للجمباز الفني 2008
بطولة آسيا للجمباز الفني 2008 هي النسخة الرابعة من بطولة آسيا للجمباز الفني التي عقدت في الدوحة عاصمة قطر في الفترة من 15 إلى 18 نوفمبر 2008.

## ملخص الميداليات

### الرجال
| الحدث                 | الذهبية                                                                                              | الفضية                                                                                              | البرونزية                                                                               |
| --------------------- | --- | --------------------------------------------------------------------------------------------------- | --------------------------------------------------------------------------------------- |
| المنتخب               | اليابان · ناويوكي تيراو · كوجي يامامورو · يوسوكي هوشي · شويتشي ياماموتو · ريوسوكي بابا · غو تاغاشيرا | كوريا الجنوبية · كيم سو-ميون · ها تشانغ جو · شين هيونغ أوك · لي سانغ ووك · كيم سانغ وو · يو جين ووك | كوريا الشمالية · رو تشول جين · كيم جين هيوك · ري سي غوانغ · كيم كيونغ-هاك · ري تشول جين |
| فردي كل المراحل       | اليابان · كوجي يامامورو                                                                              | اليابان · يوسوكي هوشي                                                                               | كوريا الجنوبية · كيم سو-ميون                                                            |
| الأرضي                | كوريا الجنوبية · كيم سو-ميون                                                                         | اليابان · كوجي يامامورو                                                                             | كوريا الجنوبية · ها تشانغ جو                                                            |
| حصان الحلق            | كوريا الجنوبية · ها تشانغ جو                                                                         | كوريا الجنوبية · كيم سو-ميون                                                                        | اليابان · يوسوكي هوشي                                                                   |
| الحلقات               | كازاخستان · تيمور كوربايباييف                                                                        | اليابان · كوجي يامامورو                                                                             | الأردن · علي العاصي                                                                     |
| الوثب                 | كوريا الشمالية · ري سي غوانغ                                                                         | اليابان · غو تاغاشيرا                                                                               | كازاخستان · ستانيسلاف فالييف                                                            |
| العارضتان المتوازيتان | اليابان · يوسوكي هوشي                                                                                | ميدالية ذهبية مشتركة                                                                                | كوريا الشمالية · كيم جين هيوك                                                           |
| العارضتان المتوازيتان | كازاخستان · إيلدار فالييف                                                                            | ميدالية ذهبية مشتركة                                                                                | كوريا الشمالية · كيم جين هيوك                                                           |
| العارضة الأفقية       | اليابان · يوسوكي هوشي                                                                                | اليابان · ريوسوكي بابا                                                                              | كوريا الشمالية · رو تشول جين                                                            |

### السيدات
| الحدث               | الذهبية                                                                                     | الفضية                                                                                           | البرونزية                                                 |
| ------------------- | ------------------------------------------------------------------------------------------- | ------------------------------------------------------------------------------------------------ | --------------------------------------------------------- |
| المنتخب             | اليابان · كوكو تسورومي · ميكي أويمورا · يو مينوبي · ري تاناكا · كيوكو أوشيما · يوكو شينتاكي | كوريا الجنوبية · بارك أون كيونغ · هان بيول · جو هيون جو · بارك ها يان · هان إون-بي · كيم دا-إيون | سنغافورة · ليم هايم وي · نيكول تاي · تابيثا تاي · سارة نغ |
| الفردي جميع المراحل | اليابان · كوكو تسورومي                                                                      | كوريا الشمالية · كيم أون هيانغ                                                                   | اليابان · ميكي أويمورا                                    |
| الوثب               | كوريا الشمالية · كانغ يونغ مي                                                               | هونغ كونغ · أنجيل وونغ                                                                           | فيتنام · فان ثا ها ثانه                                   |
| أعمدة غير متساوية   | اليابان · كوكو تسورومي                                                                      | كوريا الشمالية · كيم أون هيانغ                                                                   | اليابان · ميكي أويمورا                                    |
| عارضة التوازن       | كوريا الجنوبية · بارك أون كيونغ                                                             | اليابان · يو مينوبي                                                                              | كوريا الشمالية · كيم أون هيانغ                            |
| الأرضي              | اليابان · كيكو تسورومي                                                                      | كوريا الشمالية · كيم أون هيانغ                                                                   | اليابان · يوكو شينتاكي                                    |
| الأرضي              | اليابان · كيكو تسورومي                                                                      | كوريا الشمالية · كيم أون هيانغ                                                                   | كوريا الشمالية · كانغ يونغ مي                             |

## جدول الميداليات
| الترتيب | منتخب          | ذهبية | فضية | برونزية | المجموع |
| ------- | -------------- | ----- | ---- | ------- | ------- |
| 1       | اليابان        | 8     | 6    | 4       | 18      |
| 2       | كوريا الجنوبية | 3     | 3    | 2       | 8       |
| 3       | كوريا الشمالية | 2     | 3    | 5       | 10      |
| 4       | كازاخستان      | 2     | 0    | 1       | 3       |
| 5       | هونغ كونغ      | 0     | 1    | 0       | 1       |
| 6       | الأردن         | 0     | 0    | 1       | 1       |
| 6       | سنغافورة       | 0     | 0    | 1       | 1       |
| 6       | فيتنام         | 0     | 0    | 1       | 1       |
| المجموع | المجموع        | 15    | 13   | 15      | 43      |

## المنتخبات المشاركة
تنافس 129 رياضي من 20 دولة.
| - تايبيه الصينية (8) - هونغ كونغ (4) - الهند (12) - إيران (6) - العراق (5) - اليابان (12) - الأردن (3) | - كازاخستان (7) - الكويت (3) - ماليزيا (4) - كوريا الشمالية (8) - قطر (2) - السعودية (2) - سنغافورة (4) | - كوريا الجنوبية (12) - سريلانكا (11) - سوريا (6) - تايلاند (10) - أوزبكستان (4) - فيتنام (6) |

## وصلات خارجية
- نتائج الرجال
- نتائج السيدات
- النتائج كاملة